# Буньково (Ивановская область)
Бу́ньково — село в Ивановском районе Ивановской области России. Входит в состав Балахонковского сельского поселения.
Через село проходит автодорога Р79 связывающая областные центры Иваново и Ярославль. Расстояние от села до областного центра (Иваново) — 15 километров.

## Галерея

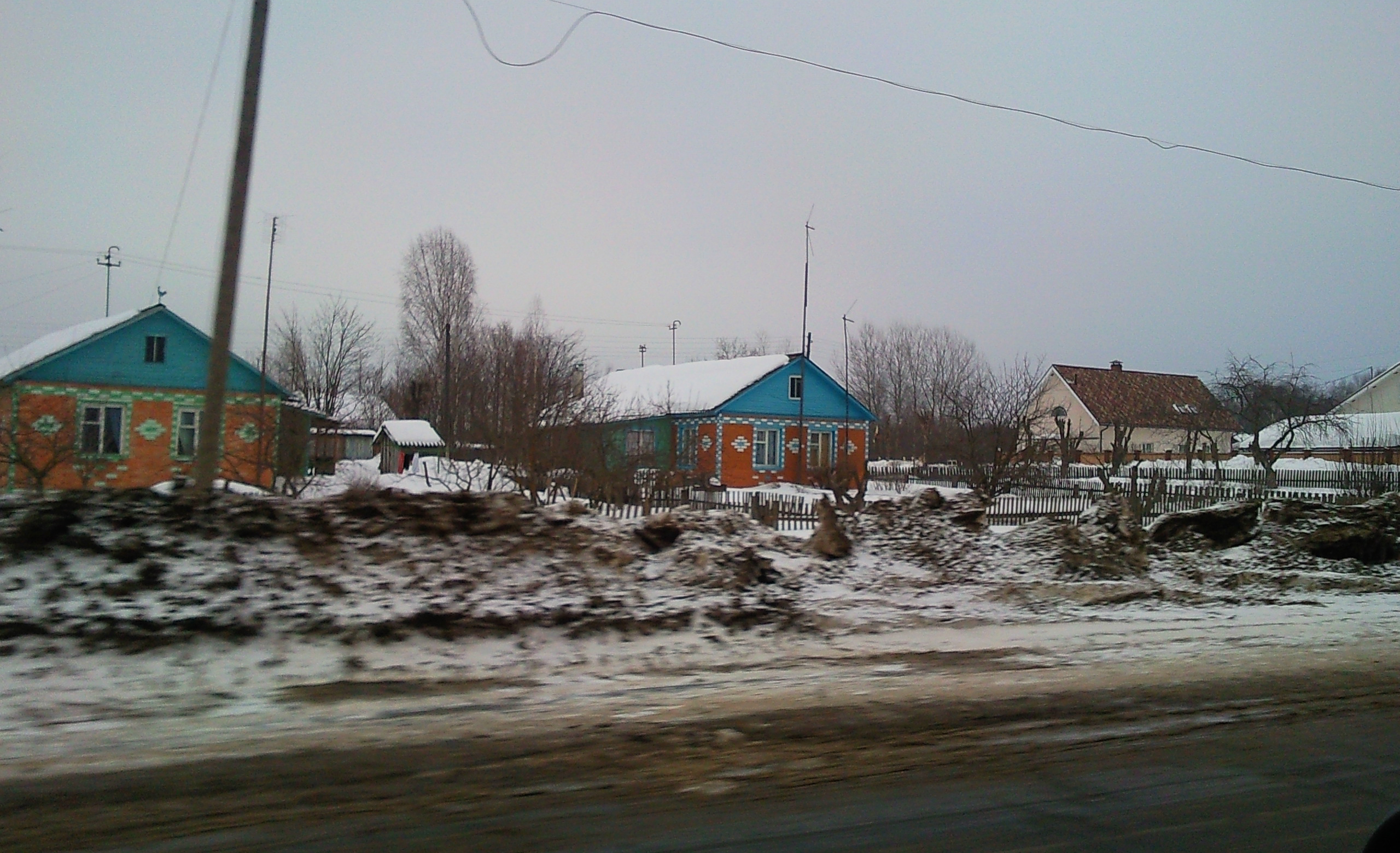
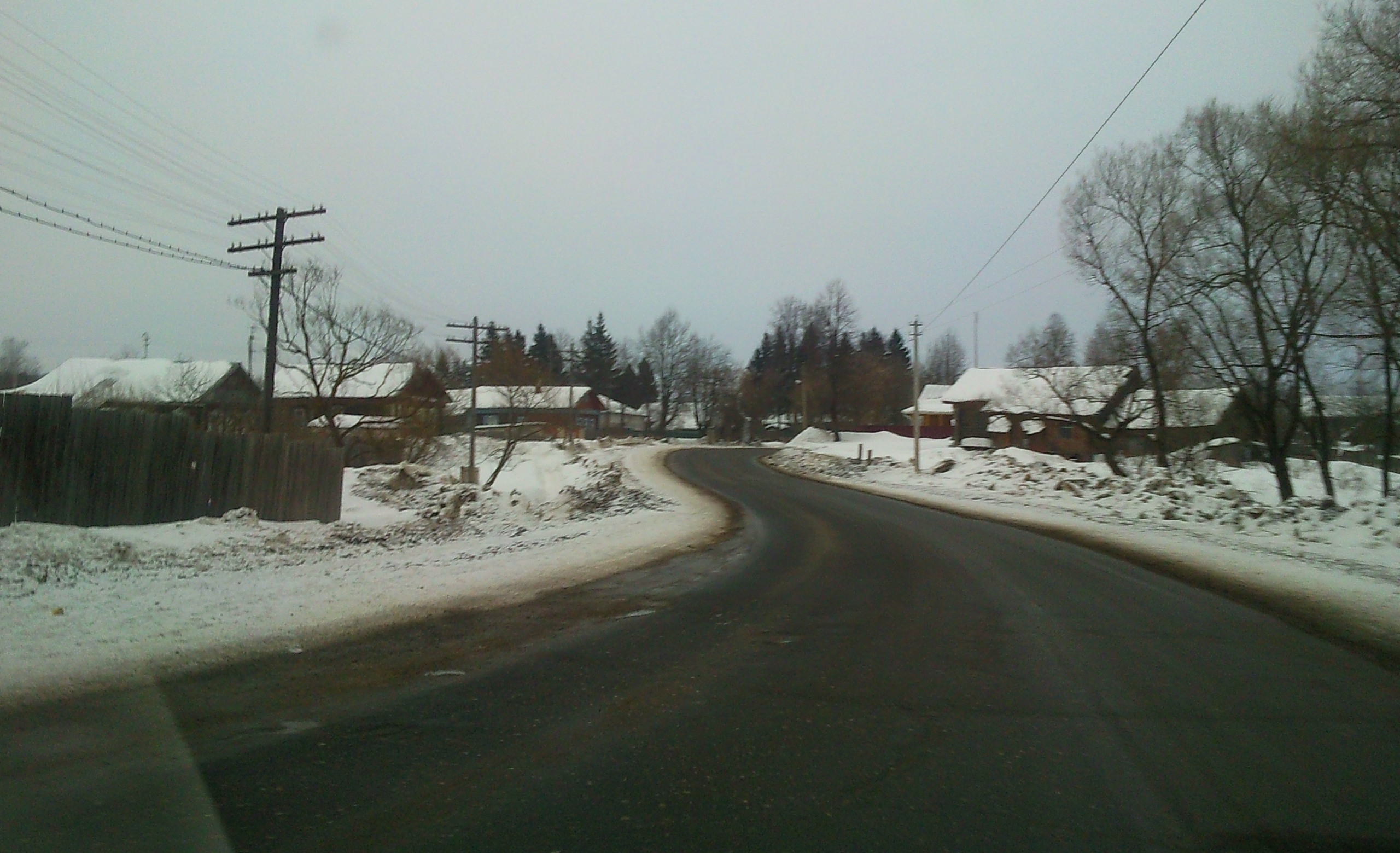

## Население
| 1859 | 1905 | 2010 |
| ---- | ---- | ---- |
| 211  | ↘163 | ↗489 |